# Lijst van rivieren in Zwitserland
Een overzicht van de rivieren in Zwitserland met een minimumlengte van 40 km. Alle rivieren in Zwitserland kunnen toebedeeld worden aan het stroomgebied van vijf grote Europese stromen, de Rijn, de Rhône, de Po, de Donau en - in het uiterst oosten van Zwitserland - de Adige.

## Overzicht rivieren
| Rivier              | Stroomgebied | Lengte (in CH) (km) | Afwateringsgebied (in CH) (km²) | Zijrivieren (in CH)                                                     |
| ------------------- | ------------ | ------------------- | ------------------------------- | ----------------------------------------------------------------------- |
| Rijn                | Rijn         | 375                 | 36494                           | Voorrijn, Achterrijn, Landquart, Thur, Töss, Aare, Birs, Glatt, Plessur |
| Aare                | Rijn         | 295                 | 17779                           | Gürbe, Kander, Simme, Saane, Orbe, Broye, Emme, Reuss, Linth/Limmat     |
| Rhône               | Rhône        | 264                 | 10403                           | Lonza, Vispa, Dranse, Doubs, Diveria                                    |
| Reuss               | Rijn         | 158                 | 3425                            | Kleine Emme, Lorze                                                      |
| Linth / Limmat      | Rijn         | 140                 | 2416                            | Sihl                                                                    |
| Saane / (fr) Sarine | Rijn         | 128                 | 1892                            | Glâne, Sense                                                            |
| Thur                | Rijn         | 125                 | 1724                            | Sitter                                                                  |
| Inn                 | Donau        | 104                 | 2150                            |                                                                         |
| Ticino              | Po           | 91                  | 1616                            | Tresa                                                                   |
| Broye               | Rijn         | 86                  | 854                             |                                                                         |
| Emme                | Rijn         | 80                  | 983                             |                                                                         |
| Doubs               | Rhône        | 74                  | 1310                            |                                                                         |
| Birs / (fr) Birse   | Rijn         | 73                  | 924                             |                                                                         |
| Sihl                | Rijn         | 73                  | 341                             |                                                                         |
| Sitter              | Rijn         | 70                  | 340                             |                                                                         |
| Voor-Rijn           | Rijn         | 68                  | 1514                            |                                                                         |
| Töss                | Rijn         | 58                  | 442                             |                                                                         |
| Kleine Emme         | Rijn         | 58                  | 477                             |                                                                         |
| Achterrijn          | Rijn         | 57                  | 1693                            |                                                                         |
| Orbe                | Rijn         | 57                  | 488                             |                                                                         |
| Maggia              | Po           | 55                  | 926                             |                                                                         |
| Simme               | Rijn         | 53                  | 594                             |                                                                         |
| Kander              | Rijn         | 44                  | 1126                            |                                                                         |
| Dranse              | Rhône        | 43                  | 678                             |                                                                         |
| Vispa               | Rhône        | 40                  | 787                             |                                                                         |